# Samenfüßer
Die Samenfüßer (Chordeumatida) sind eine Ordnung der zu den Tausendfüßern gehörenden Doppelfüßer. Sie sind in großen Teilen der Welt verbreitet, insbesondere der Nordhalbkugel und bevorzugen häufig kühlere, feuchtere und gebirgige Regionen. Mit etwa 1200 bekannten Arten handelt es sich um die zweitgrößte Doppelfüßer-Ordnung nach den Bandfüßern.

## Merkmale und Lebensweise

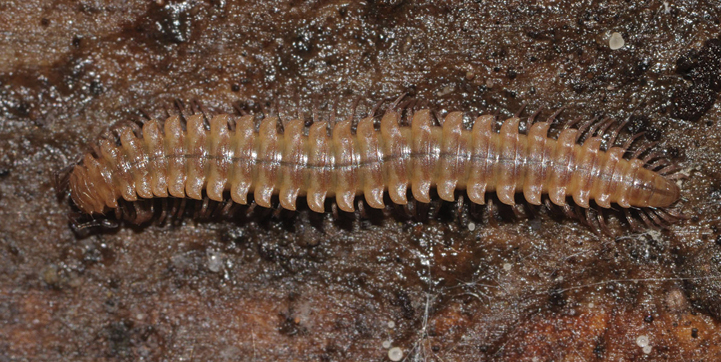
Atractosoma meridionale aus den zentralen Alpen gehört zur Familie Craspedosomatidae und zeigt auffällige Seitenflügel (Paranota)

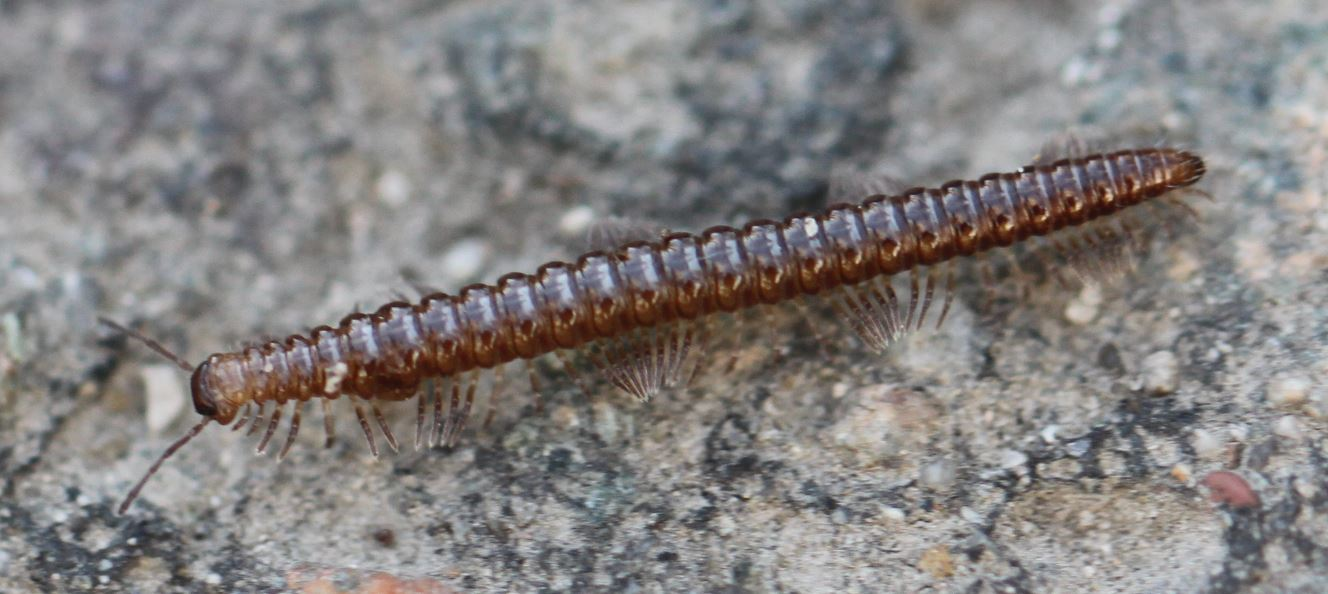
Craspedosoma rawlinsii ist weit verbreitet in Europa und erinnert mit den kugeligen Seitenbuckeln an eine Perlschnur

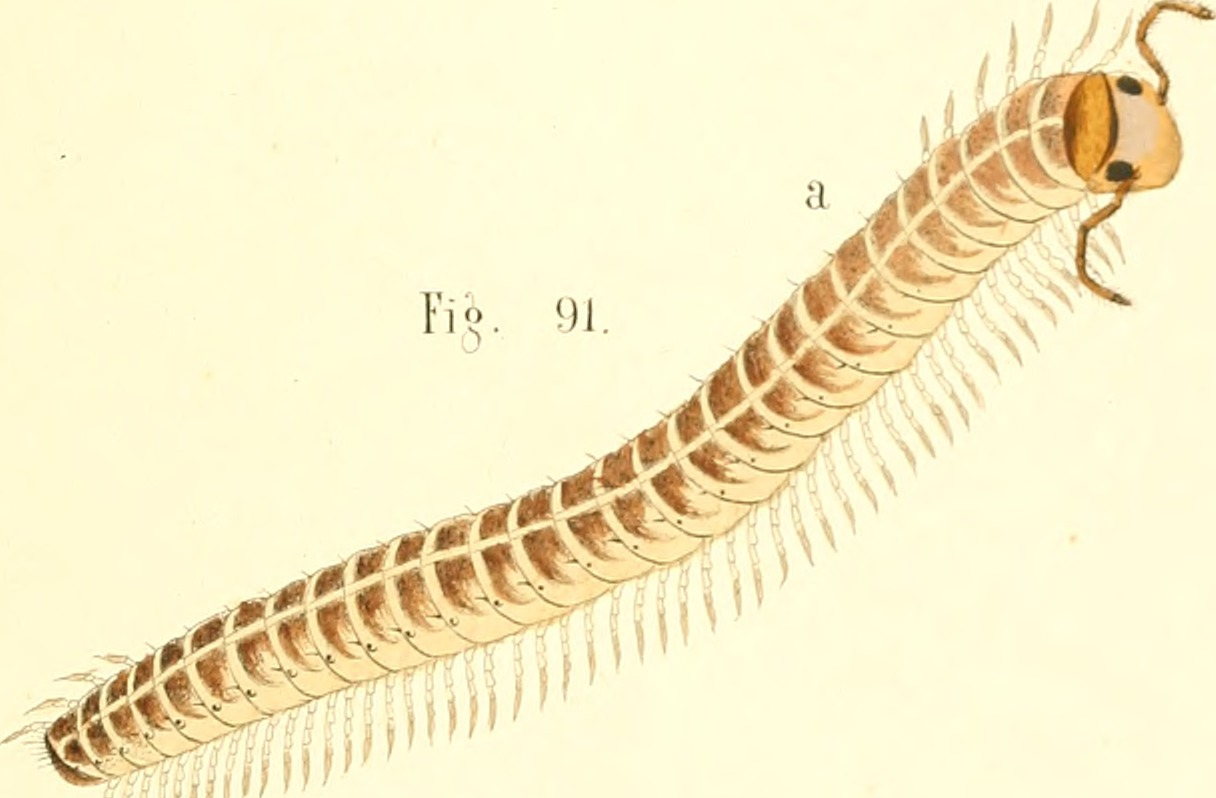
Chordeuma sylvestre aus der Familie Chordeumatidae ist ebenfalls weit verbreitet in Europa und hat eine glatte Oberfläche, die an Schnurfüßer erinnert

Samenfüßer besitzen 26–32 (meist 30) Körpersegmente und meistens Ommatidien am Kopf. Dadurch lassen sie sich leicht von den manchmal ähnlichen Bandfüßern unterscheiden. Jeder Körperring trägt 6 Paar lange Borsten (Setae, Macrochaetae), was ein Schlüsselmerkmal der Ordnung darstellt. Da die drei Borstenreihen auf jeder Rückenhälfte bei einigen Arten lang und auffällig sind, wirken viele Samenfüßer-Arten mit ihren langen Beinen und Borsten im Unterschied u den immer glatten und glänzenden Schnurfüßern recht stachelig und borstig. Die Beine und Antennen sind relativ lang – die meisten Arten haben längere Beine als viele andere Doppelfüßer-Ordnungen, die fast spinnenartig neben den Körperringen hinausragen können. Seitenflügel (Paranota / Paraterga) können vorhanden sein, zu Seitenhöckern reduziert sein oder ganz fehlen. Der Halsschild ist schmaler als der große, rundliche Kopf, was bei vielen Arten einen halsartigen Eindruck verursachen kann. Außerdem besitzen die Samenfüßer am letzten Körperring zwei Spinngriffel, die allerdings recht unscheinbar und schwer zu erkennen sind. Mit ihnen stellen die Tiere Häutungskokons und Eigespinste her. Diese Fähigkeit hat ihnen im englischen den Trivialnamen silk millipedes eingebracht. Das Merkmal teilen sie sich allerdings mit den Ordnungen Callipodida, Siphoniulida und Stemmiulida. Die Körperlänge der Samenfüßer beträgt 4–25 mm. Eine markante morphologische Eigenschaft der Samenfüßer sind die besonders komplex gebauten Gonopoden (Kopulationsfüße), denn bei keiner anderen Ordnung sind derartig viele Beinpaare zu spezialisierten Fortpflanzungsorganen umgebildet. Den Rekord halten die Vertreter der Familie Chordeumatidae, bei denen 5 Laufbeinpaare am 6. bis 8. Körperring fehlen und 4 davon in den Dienst der Samenübertragung gestellt sind. Die Gonopoden sind so extrem stark abgewandelt, dass ihre Ableitung von ehemaligen Laufbeinen kaum noch zu erkennen ist. Dementsprechend ist auch der Trivialname „Samenfüßer“ auf die weit fortgeschrittene Umwandlung ursprünglicher Laufbeine zu Organen der Übertragung von Spermien zu beziehen. Wie bei allen Eugnatha befinden sich vor den Gonopoden 7 Beinpaare. Im Gegensatz zu vielen anderen wurmartigen Doppelfüßern der Helminthomorpha besitzen Samenfüßer keine Wehrdrüsen (Ozoporen). Zumindest auf dem 11. Laufbeinpaar befinden sich coxale Drüsen.
Im Gegensatz zu allen anderen Doppelfüßer-Ordnungen zeigen die Samenfüßer keinen durchgehend typischen Habitus. Unter ihnen gibt es sowohl Arten, die aufgrund ihrer zylindrischen Körperform und ihrer glatten Oberfläche den Schnurfüßern ähneln sowie andere, die Seitenflügel (Paranota) aufweisen und deshalb den Eindruck von Bandfüßern erwecken können (z. B. Ochogona caroli und Jungtiere von Craspedosoma rawlinsii). Dementsprechend ist es nicht möglich, die Samenfüßer morphologisch überzeugend einem Lebensformtyp zuzuordnen. Obwohl einige Arten äußerlich Schnurfüßern ähneln, zeigt schon der schmale, als Rammbock wenig geeignete Halsschild z. B. von Mycogona germanica, dass die Lebensform des Ramm-Typs hier nicht gegeben ist. Noch wichtiger ist in diesem Zusammenhang ein inneres Merkmal, nämlich die Konstruktion der Körperringe. Sie sind bei den Samenfüßern nicht als starre Ringe ausgebildet, sondern besitzen freie Bauchplatten (Sternite), die elastisch durch flexible Häute mit den Rücken- und Seitenplatten (Tergite und Pleurite) verbunden sind. Dadurch fehlt die notwendige Stabilität massiv gepanzerter Tiefgräber im Stil der Schnurfüßer. Aus denselben Gründen macht allein die Ausprägung schwacher Seitenflügel bei manchen Chordeumatida noch keinen Keil-Typ aus, denn auch die Bandfüßer zeigen stabil verwachsene Körperringe als funktionelle Grundlage ihres Lebensformtyps. Auch eine Zuordnung der heimischen Samenfüßer zum Bohr-Typ der Saugfüßer erscheint nicht begründbar, da die Köpfe der Samenfüßer meist breiter sind als der Halsschild, was ein regenwurmartiges Bohren im Substrat unmöglich macht. Ihre auffallend langen Fühler und Beine wären bei der Grabtätigkeit ebenfalls hinderlich. Im Gelände fallen Samenfüßer durch ihr schnelles Laufen viel eher ins Auge als die langsameren Schnurfüßer.
Der Myriapodologe Karl Wilhelm Verhoeff unterschied sechs Haupttypen der Samenfüßer anhand des Habitus (diese Haupttypen folgen nicht der taxonomischen Einordnung!). Diese Haupttypen sind:
- Atractosoma-Typ mit großen Paraterga, die so breit oder breiter als lang sind und an Arten der Gattung Polydesmus der Bandfüßer erinnern
- Ochogona-Typ mit kleineren Paraterga, die etwa zweimal so lang wie breit sind
- Craspedosoma-Typ mit halbkugelartigen Paraterga, die dem Tier ein perlschnurartiges Aussehen verleihen
- Haasea-Typ mit kleinen Buckeln anstelle von Paraterga. Die kräftigen Macrochaetae liegen dicht beieinander
- Rhiscosoma-Typ mit nach unten gebogenen Paraterga
- Chordeuma-Typ mit einer zylindrischen Form und Ähnlichkeit zu Schnurfüßern

Im Unterschied zum mehrjährigen Lebenszyklus fast aller anderen Doppelfüßer zeigen die Samenfüßer durch ihre meist einjährige Entwicklung eine auffallende Phänologie. Aufgrund der begrenzten Erscheinungszeiten der Erwachsenen spricht man in Mitteleuropa von Herbst-Arten (z. B. Mastigona bosniensis) oder Frühjahrs-Herbst-Arten (z. B. Craspedosoma rawlinsii, Melogona voigti und Ochogona caroli). Ein gutes Hilfsmerkmal bei der Bestimmung vieler Arten der mitteleuropäischen Samenfüßer ist ihre Verbreitung. Die meisten Arten sind auf die Mittelgebirge beschränkt und unterschreiten die 200-m-Höhenlinie in Richtung Tiefland nicht oder nur wenig, was für die Gattungen Chordeuma, Haasea, Mastigona, Mycogona und Ochogona gilt.
Die Nahrung der Samenfüßer besteht vermutlich in den meisten Fällen aus Laubstreu, Totholz, Pilzen, Detritus und ähnlichem Material.
Viele Arten der Samenfüßer sind auch als Höhlenbewohner bekannt.

## Verbreitung
Die Ordnung der Samenfüßer ist weit auf der Welt verbreitet, zeigt aber eine im Verhältnis zu vielen anderen Doppelfüßer-Ordnungen weniger tropische Verbreitung. Stattdessen liegt der Schwerpunkt auf den Gebieten der Gemäßigten Zone bis in die Subtropen der Nordhalbkugel und häufig auch in Gebirgen. An trockenwarme Habitate sind nur sehr wenige Arten angepasst. In Nordamerika ist die Ordnung vom Süden Alaskas entlang der Westküste bis Mexiko verbreitet und entlang der Ostküste vom Süden Kanadas bis Mexiko. In den zentralen Teilen Nordamerikas ist sie weniger stark verbreitet als in den westlichen und östlichen Gebieten. Weiter südlich kommt die Ordnung in Mittelamerika bis Panama vor, es gibt auch wenige Funde von Karibischen Inseln. In Südamerika sind Samenfüßer nur aus dem Südwesten des Kontinents bekannt, genauer aus Chile, südlich bis Chiloé. In Europa kommen Samenfüßer fast überall vor, von Shetland und dem Süden Skandinaviens im Norden bis in die Mittelmeerregion im Süden. Auch die Azoren werden besiedelt. Weiter östlich ist die Ordnung aus dem Kaukasus und der Türkei bekannt. In Afrika ist die Ordnung in Marokko verbreitet, fehlt aber südlich der Sahara mit Ausnahme von Madagaskar. In Asien gibt es einige Vorkommen in Zentralasien und dem Himalaya, ansonsten lebt die Ordnung hier vor allem in von Südwestasien bis Indien und in Ostasien und Südostasien, östlich bis Neuguinea. In Australien werden Küstengebiete im Südwesten und Osten inklusive Tasmanien besiedelt, auf Neuseeland ist die Ordnung weit verbreitet. Aus Europa sind 534 Arten bekannt, aus Australien sind 22 Arten bekannt.

### Verbreitung der einzelnen Familien
Die Familie Adritylidae lebt im Gebiet der Rocky Mountains in den Vereinigten Staaten (Montana, Wyoming, Utah). Die Familie Anthogonidae ist in Slowenien zu finden. Die Familie Anthroleucosomatidae ist von Spanien über Südeuropa und die Balkanhalbinsel bis in den Süden Russlands, den Kaukasus und den Iran verbreitet. Die Familie Apterouridae lebt in Kalifornien. Die Familie Attemsiidae ist von den österreichischen Alpen bis in die Gebiete des ehemaligen Jugoslawien verbreitet. Die Familie Brachychaeteumatidae ist von Westeuropa bis ins zentrale Osteuropa verbreitet. Die Familie Branneriidae ist im Südosten der Vereinigten Staaten zu finden. Die Familie Caseyidae lebt im Süden Alaskas, Süden Kanadas, Norden der Vereinigten Staaten und entlang der Westküste Nordamerikas bis in den Norden Mexikos, außerdem im östlichen Russland inklusive der Kurilen und Sachalin. Die Familie Chamaeosomatidae ist in Frankreich, den Pyrenäen, Spanien und Marokko verbreitet. Die Familie Chordeumatidae lebt in Europa von Frankreich bis zum Balkan. Die Familie Cleidogonidae findet sich von der Ostküste der USA über Mexiko mit Ausnahme des Ostens bis Panama. Die Familie Conotylidae ist auf Hokkaido, im Osten Russlands und in Nordamerikas verbreitet, von Washington, Alberta und Quebec im Norden bis Kalifornien und Mexiko im Süden. Die Familie Craspedosomatidae ist in Mittel- bis Südeuropa verbreitet, mit einem Schwerpunkt in Südeuropa. Die Familie Diplomaragnidae lebt in Russland vom Ural bis zu den Inseln Sachalin und den Kurilen und in der Mongolei, in Japan, auf der Koreanischen Halbinsel und Taiwan. Die Familie Entomobielziidae lebt von Rumänien bis in den Iran und nach Kirgisistan. Die Familie Eudigonidae findet sich in Südamerika im zentralen Chile. Die Familie Golovatchiidae lebt im fernen Osten Russlands in der Region Chabarowsk. Die Familie Haaseidae ist von den Westalpen bis ins Gebiet des ehemaligen Jugoslawien verbreitet und dringt nördlich bis Deutschland und Tschechien vor. Die Familie Haplobainosomatidae lebt auf der Iberischen Halbinsel. Die Familie Heterochordeumatidae lebt in Südostasien von Myanmar bis Indonesien (Sumatra und Mentawai-Inseln). Die Familie Heterolatzeliidae ist in Südosteuropa verbreitet. Die Familie Hoffmaneumatidae kommt im fernen Osten Russlands und Japan vor. Die Familie Kashmireumatidae ist aus Kaschmir in Indien sowie aus Nepal und dem Vietnam bekannt. Die Familie Kirkayakidae ist in Sibirien und Kirgisistan verbreitet. Die Familie Lankasomatidae lebt auf Sri Lanka. Die Familie Lusitaniosomatidae ist in Portugal verbreitet. Die Familie Macrochaeteumatidae lebt in Japan. Die genaue Verbreitung der Familie Mastigophorophyllidae ist nicht geklärt, sie ist aber zumindest weit in Zentral- bis Osteuropa verbreitet. Die Familie Megalotylidae lebt im fernen Osten Russlands, in China, Nepal, Thailand, Myanmar und Vietnam. Die Familie Metopidiotrichidae lebt in Japan, auf den Philippinen, im Vietnam, in Indonesien (Sumbawa), auf Neuguinea und dem Bismarck-Archipel, in Ostaustralien und Neuseeland. Die Familie Microlympiidae lebt im Bundesstaat Washington. Die Familie Neoatractosomatidae kommt von den Alpen bis Süd- und Südosteuropa vor. Die Familie Niponiosomatidae ist aus Japan bekannt. Die Familie Opisthocheiridae ist in Frankreich und Spanien verbreitet. Die Familie Peterjohnsiidae lebt im Osten Australiens. Die Familie Pygmaeosomatidae ist im Südwesten Indiens verbreitet. Die Familie Rhiscosomididae lebt entlang der Westküste Nordamerikas vom Süden Kanadas bis ins zentrale Kalifornien. Die Familie Speophilosomatidae ist aus Japan bekannt. Die Familie Striariidae kommt in den bergigen Regionen im Westen und Osten Nordamerikas vor. Die Familie Tingupidae ist in den Vereinigten Staaten verbreitet. Die Familie Trachygonidae kommt von Mittel- bis Südosteuropa vor. Die Familie Trichopetalidae kommt im Osten Nordamerikas vor, von Neufundland und Ontario im Norden bis Missouri im Süden mit disjunkten Teilarealen in Höhlen in Mexiko. Die Familie Urochordeumatidae ist im Bundesstaat Washington verbreitet. Die Familie Vandeleumatidae ist aus Frankreich und Spanien bekannt. Die Familie Verhoeffiidae kommt vom südlichen Mitteleuropa bis Süd- und Südosteuropa vor.

## Fortpflanzung
Manche Samenfüßer haben sehr komplexe Fortpflanzungsrituale entwickelt. So bieten die Männchen von Chordeuma sylvestre ein vielfältiges Balzritual, bestehend aus Trommeleinlagen und Duftstoffen. Ist ein Männchen in Paarungsstimmung, schlägt es in schneller Folge mit seinem Vorderkörper und dem Kopf gegen die Unterlage und erzeugt so ein Trommelgeräusch, um auf sich aufmerksam zu machen. Dann folgt ein zweites, eindrucksvolles Ritual: Auf dem Rücken des Männchens befinden sich am 16. Körperring zwei bestachelte Zapfen, die einen Drüsenkomplex enthalten, aus dem während der Balz ein für das Weibchen anlockendes und stimulierendes Sekret (Pheromon) abgegeben wird. Das Männchen neigt sich zur Seite und bietet dieses Sekret regelrecht dem Weibchen an, das sofort beginnt, an dem Zapfen zu lecken und zu knabbern, was die Paarungsbereitschaft erhöht. Daraufhin wendet sich das Männchen zunächst behutsam um, bringt seine kräftigen vorderen Beinpaare wie eine Greifhand in Stellung und packt dann das Weibchen ruckartig, um die Paarungsstellung herbeizuführen. Für heimische Diplopoden einzigartig ist auch, dass das Männchen von Chordeuma eine Möglichkeit gefunden hat, wie es verhindern kann, dass eine erneute Übertragung von Sperma durch ein anderes Männchen erfolgen kann. Dazu verschließt es nach der Paarung die Vulven der Weibchen durch eine Kappe aus verhärteten Spermatophoren. Diese Kappe kann man auch oft bei begatteten Weibchen im Gelände sehen. Wesentlich gewaltsamer geht es bei der Paarung von Haploporatia eremita und Mastigona bosniensis zu. In Gegenwart eines Weibchens hebt das Männchen das vordere Drittel des Körpers vom Boden ab, bringt es nahe an das Weibchen heran, ohne dieses jedoch zu berühren, spreizt seine kräftigen vorderen Laufbeine ab, verharrt einige Sekunden und greift dann mit ihnen blitzschnell innerhalb einer Zehntelsekunde zu. Diese wenig ausgefeilte Methode erbringt aber auch nur einen geringen Erfolg, denn bei nur etwa 10 % der beobachteten Versuche erreichen die Männchen die Herbeiführung der Paarungsstellung. Noch einfacher verläuft die Paarung bei Craspedosoma. Hier verzichten die Männchen selbst auf Schnelligkeit, sondern verlassen sich ganz auf ihre Kraft. Für die Paarungseinleitung klettert das Männchen von hinten auf den Rücken des Weibchens, das sich daraufhin einrollt. Beide liegen nun spiralig ineinander gerollt, wobei das Männchen den Körper des Weibchens mit all seinen Laufbeinen umfasst. Mit offenbar großem Kraftaufwand biegt dann das Männchen unter Aufbäumen und wellenartigen Bewegungen seines Körpers von hinten beginnend den eingerollten Körper der Partnerin auf. Ist dies gelungen, umfasst das Männchen mit seinen muskulösen vorderen Laufbeinen ihren Vorderkörper und verkoppelt ihre Vulven mit seinen zangenartigen Gonopoden.
Außergewöhnlich ist der Bau der Nestglocken der Samenfüßer. Sie bestehen nicht aus Erdpartikeln, wie beispielsweise bei den Bandfüßern, sondern aus Seide, die von den Spinngriffeln am Körperende der Weibchen abgegeben wird. Die Weibchen fertigen daraus ein Eigespinst an, in dessen Inneren das Eipaket von einem zweiten Gespinst umgeben ist. Der Luftraum zwischen den Seidenschichten verbessert die Luftzirkulation und dient dem Erhalt einer hohen Luftfeuchtigkeit im Gelege. Die Weibchen betreiben offensichtlich Brutpflege, da sie eingeschlossen in dem Seidenkokon angetroffen wurden, innerhalb dessen sie sich um das Eipaket eingerollt hatten.

## Äußere Systematik

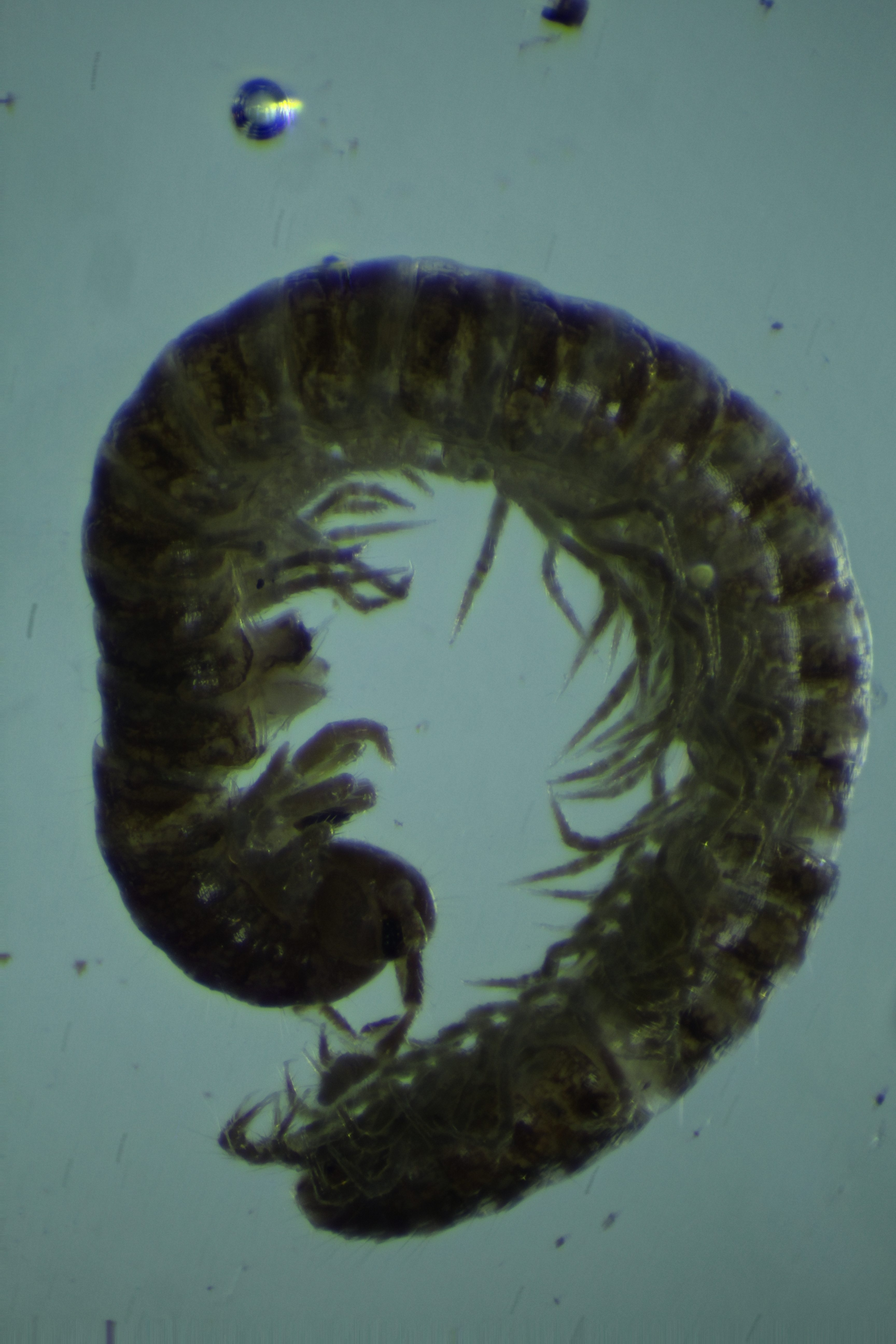
Melogona voigtii ist in Mitteleuropa weit verbreitet

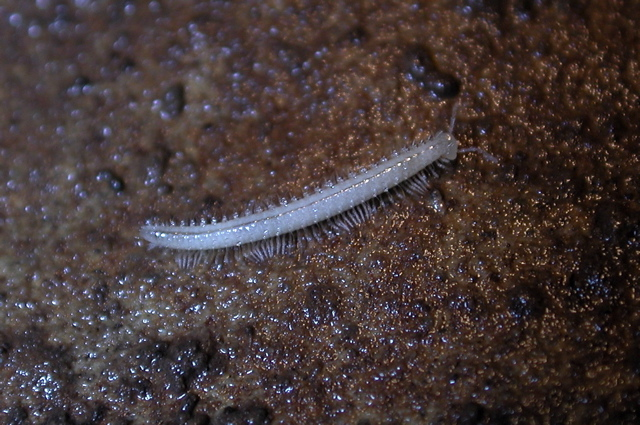
Pseudotremia sp. aus den Appalachen

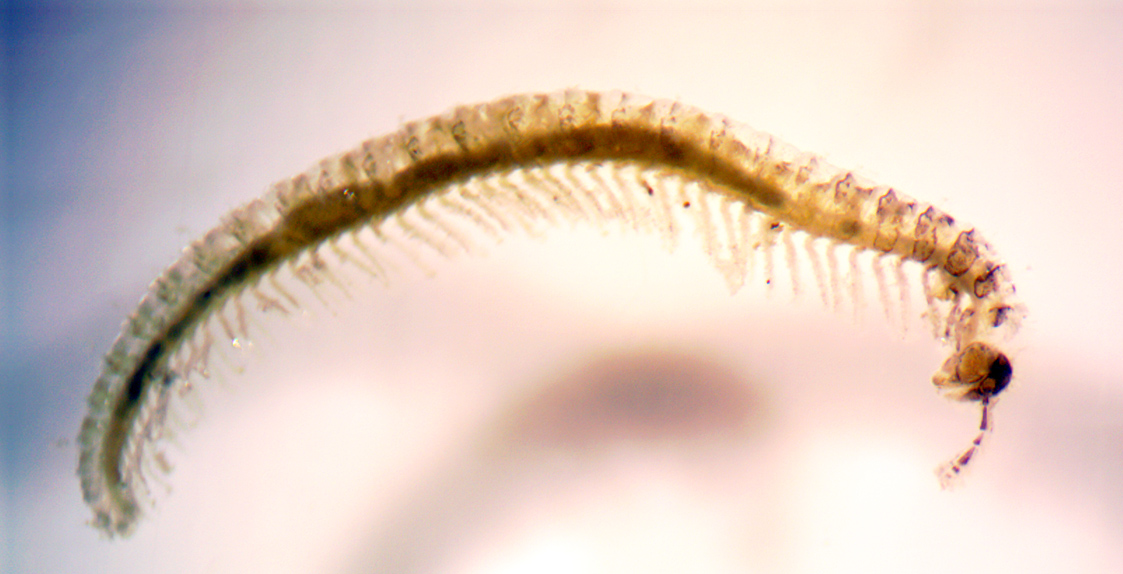
Trichopatelum lunatum aus Nordamerika

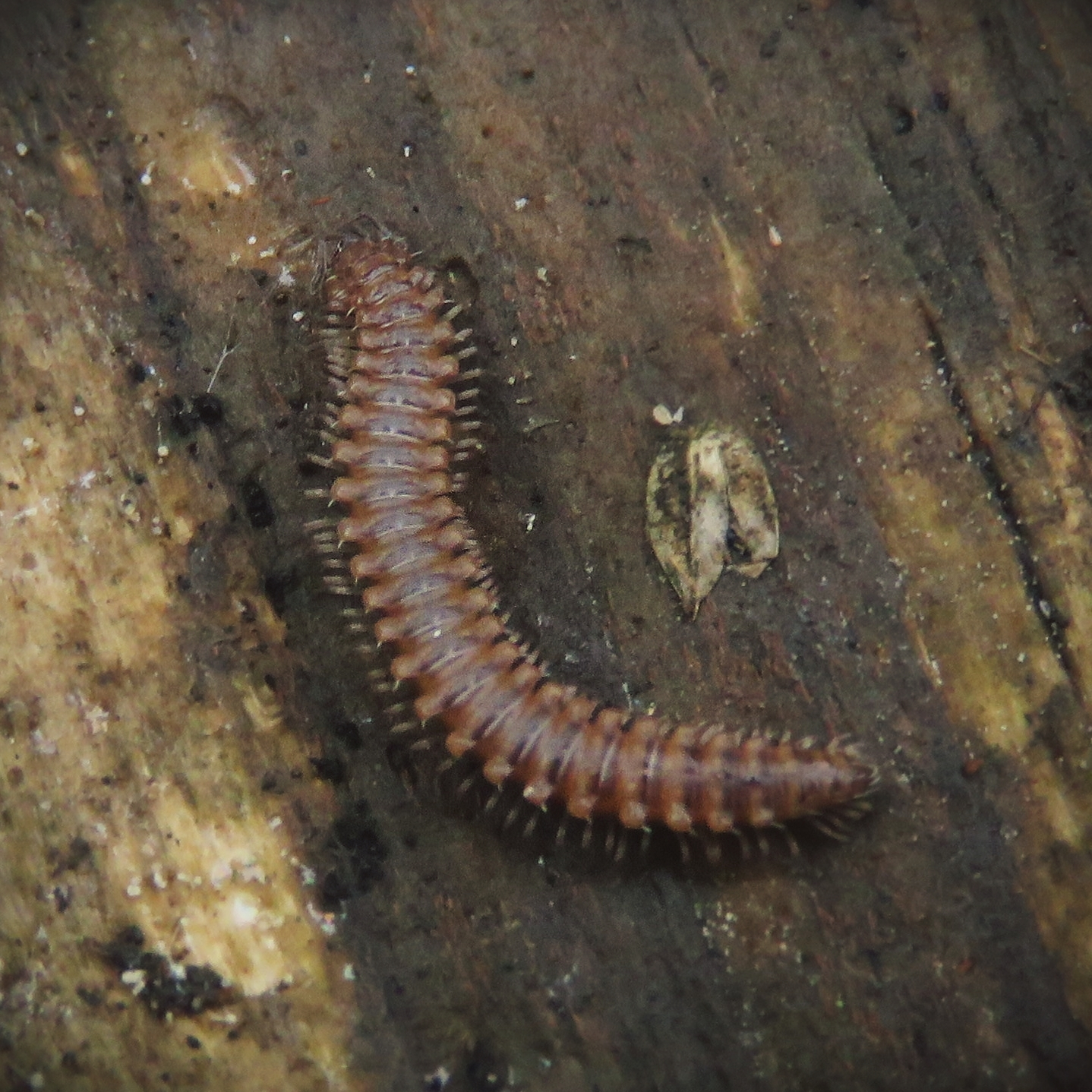
Nanogona polydesmoides aus Nordwesteuropa

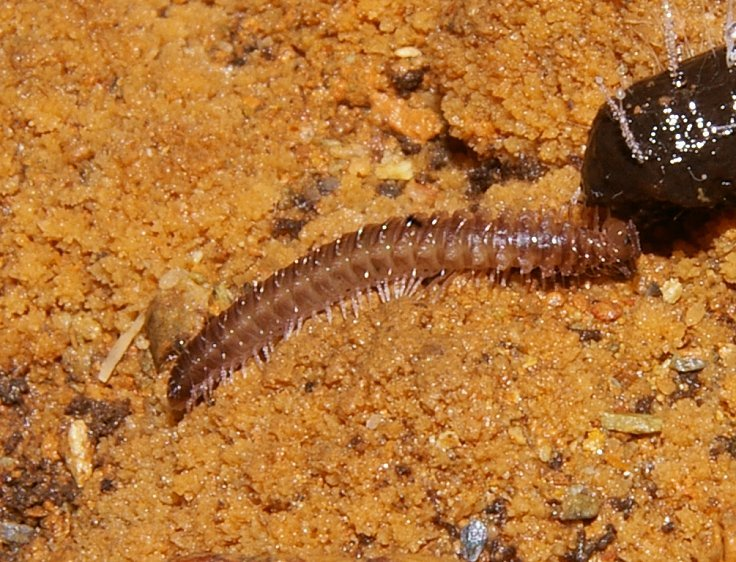
Nanogona sp. aus Frankreich

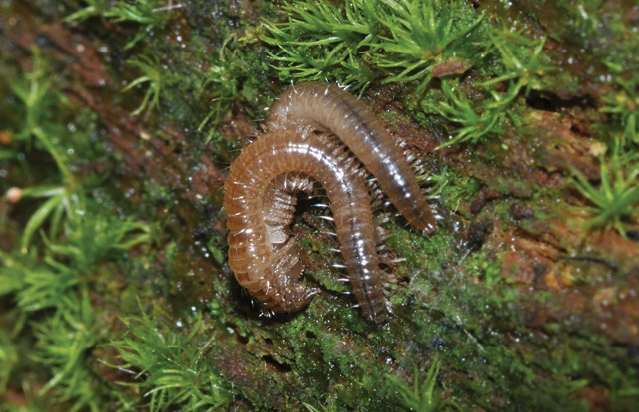
Haasea flavescens ist eine typische Alpenart

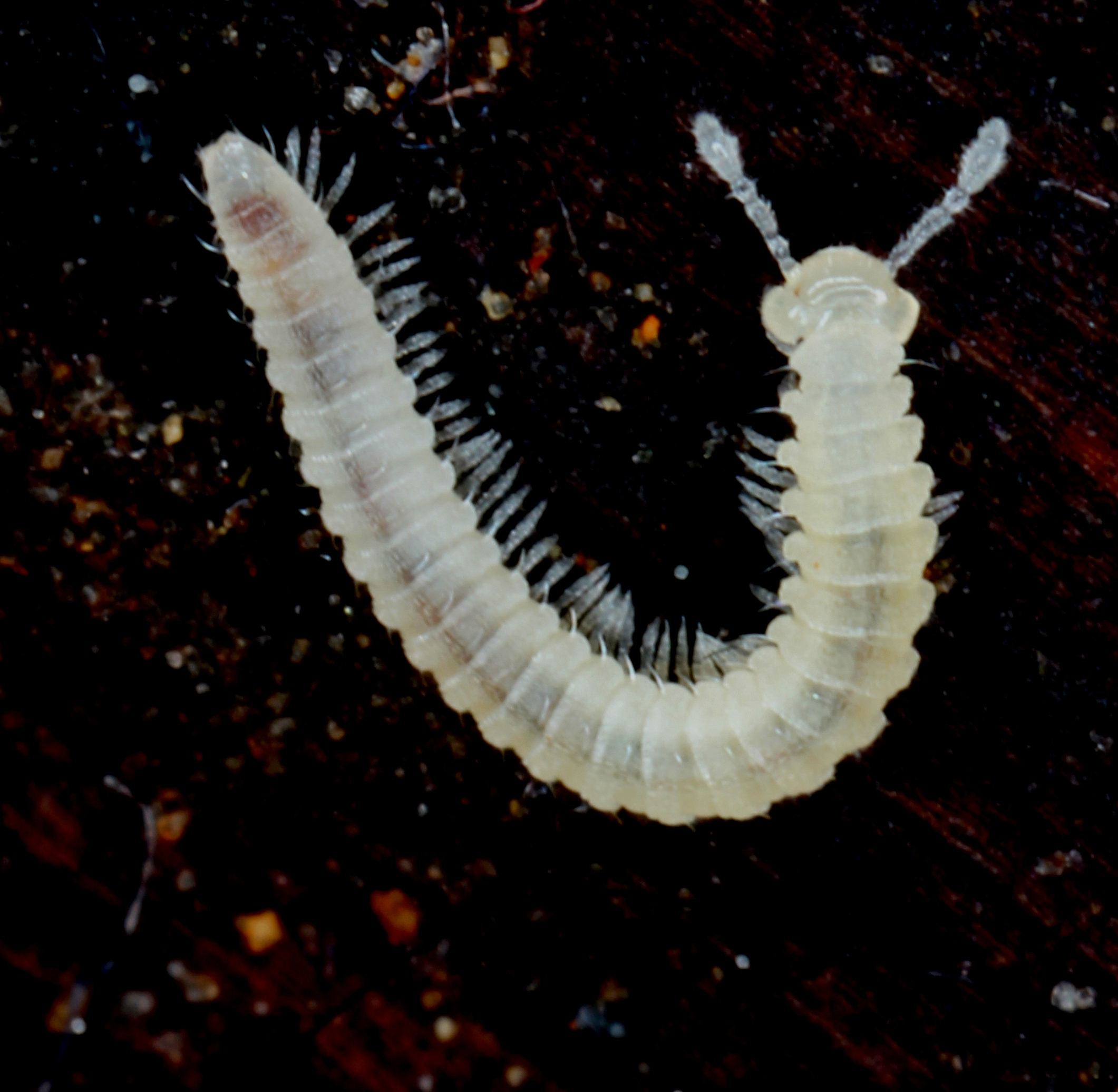
Conotyla sp. lebt in Höhlen in Oregon

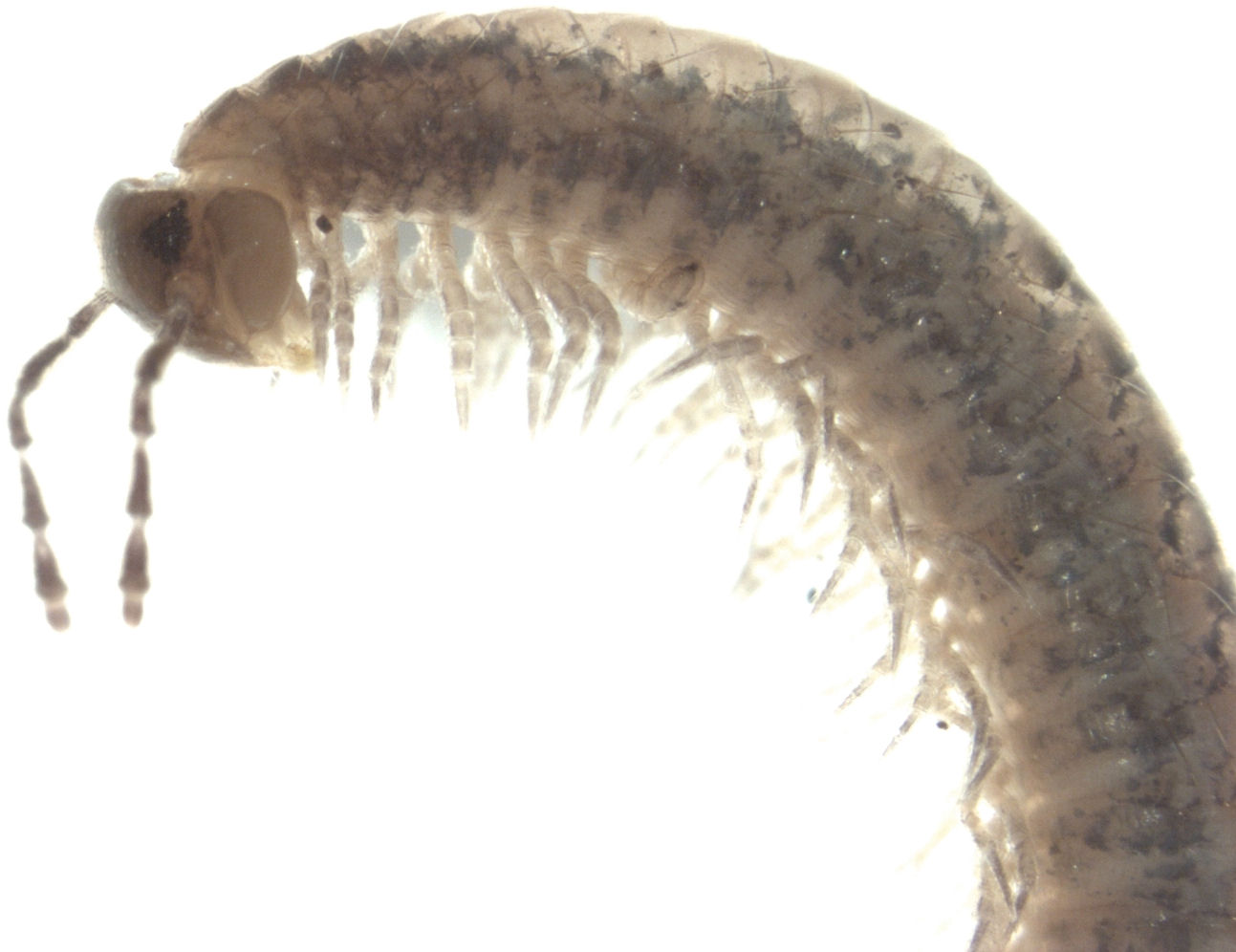
Schedotrigona sp. aus Neuseeland

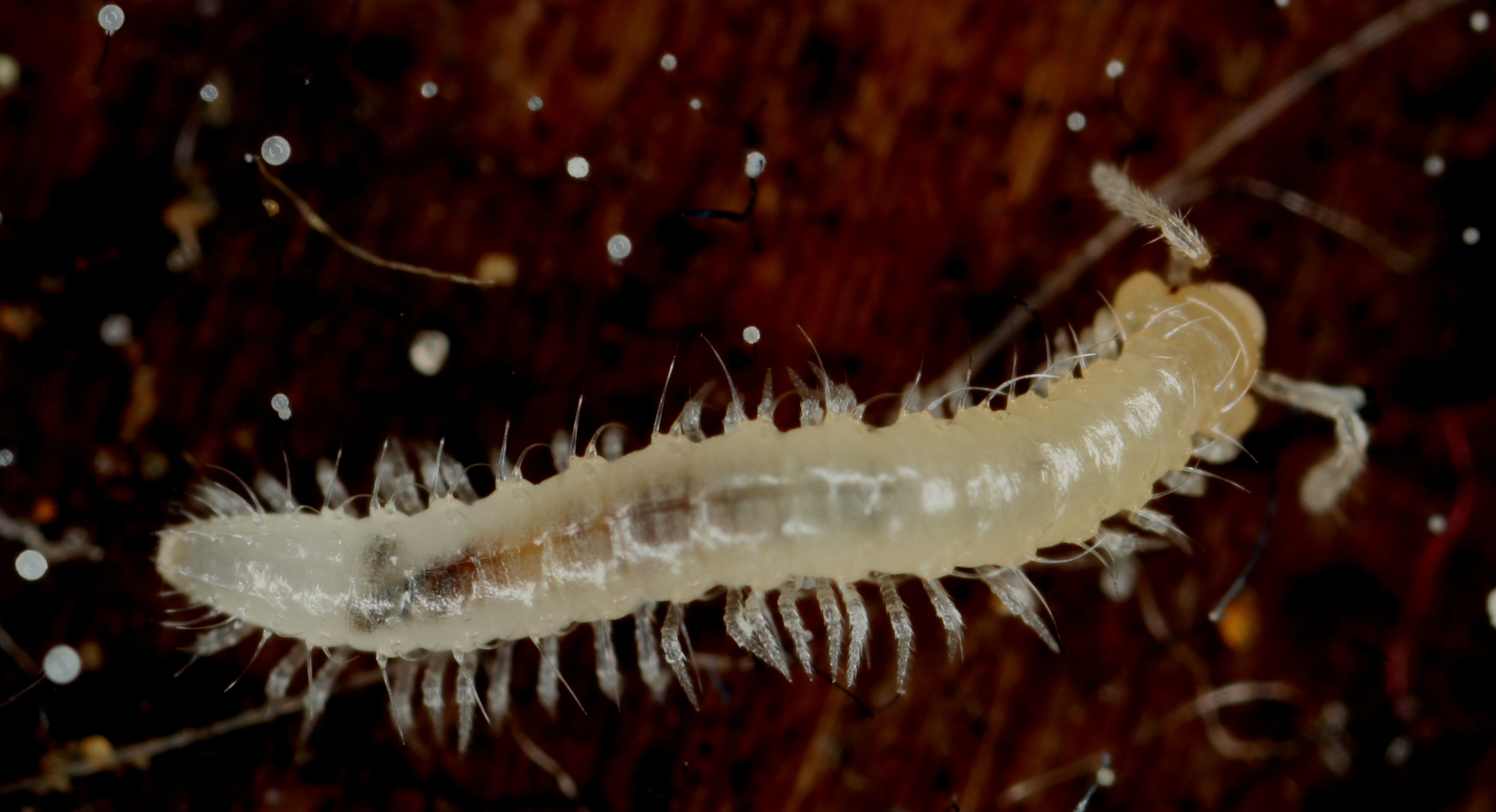
Caseya sp. aus einer Höhle in Oregon

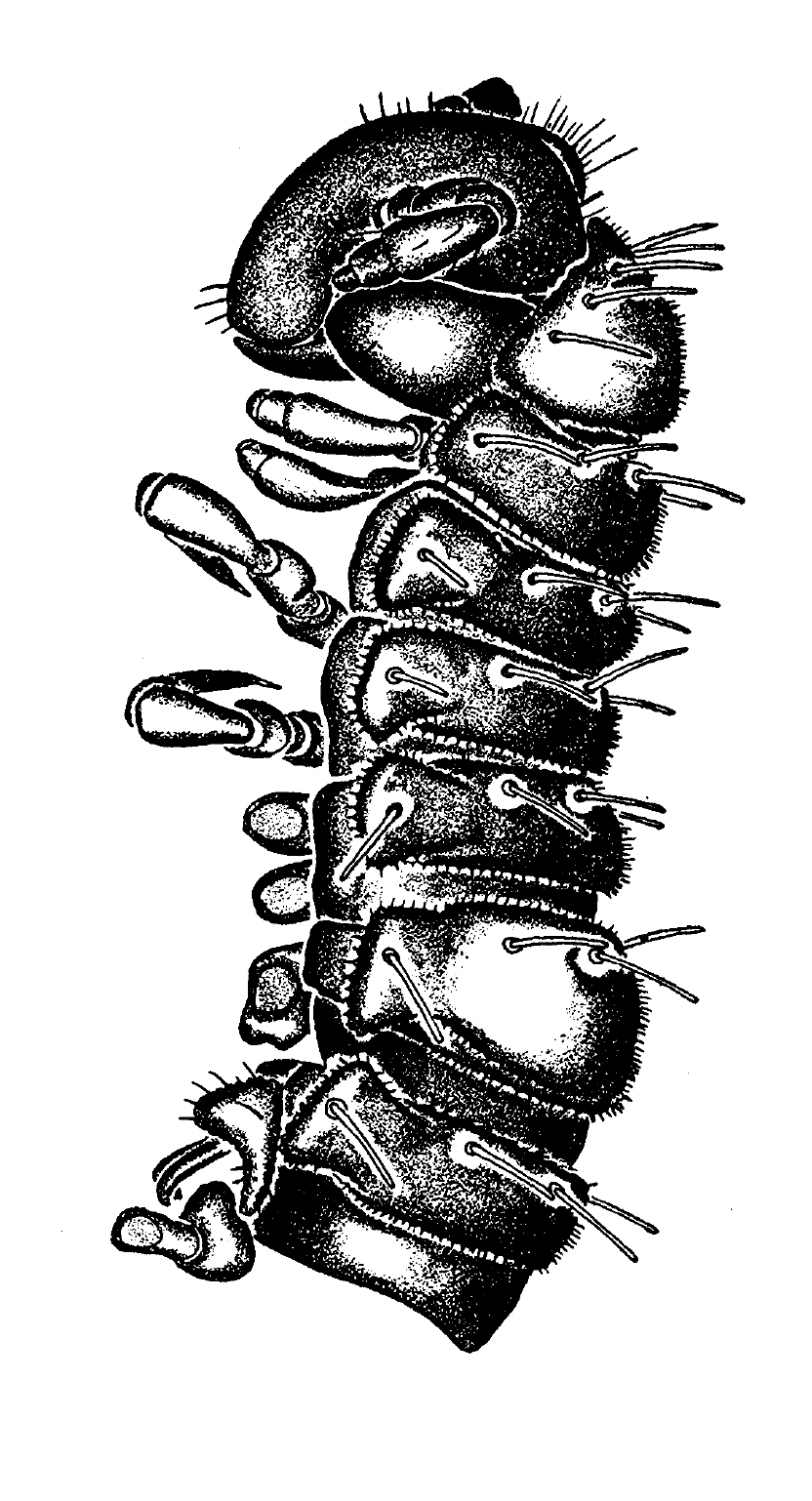
Rhiscosomides josephi lebt an der Westküste Nordamerikas

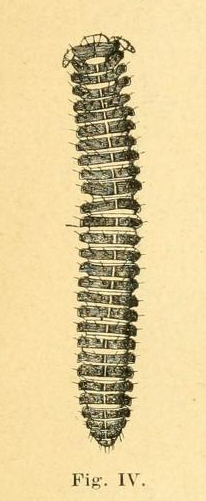
Rhiscosomides mineri aus Oregon

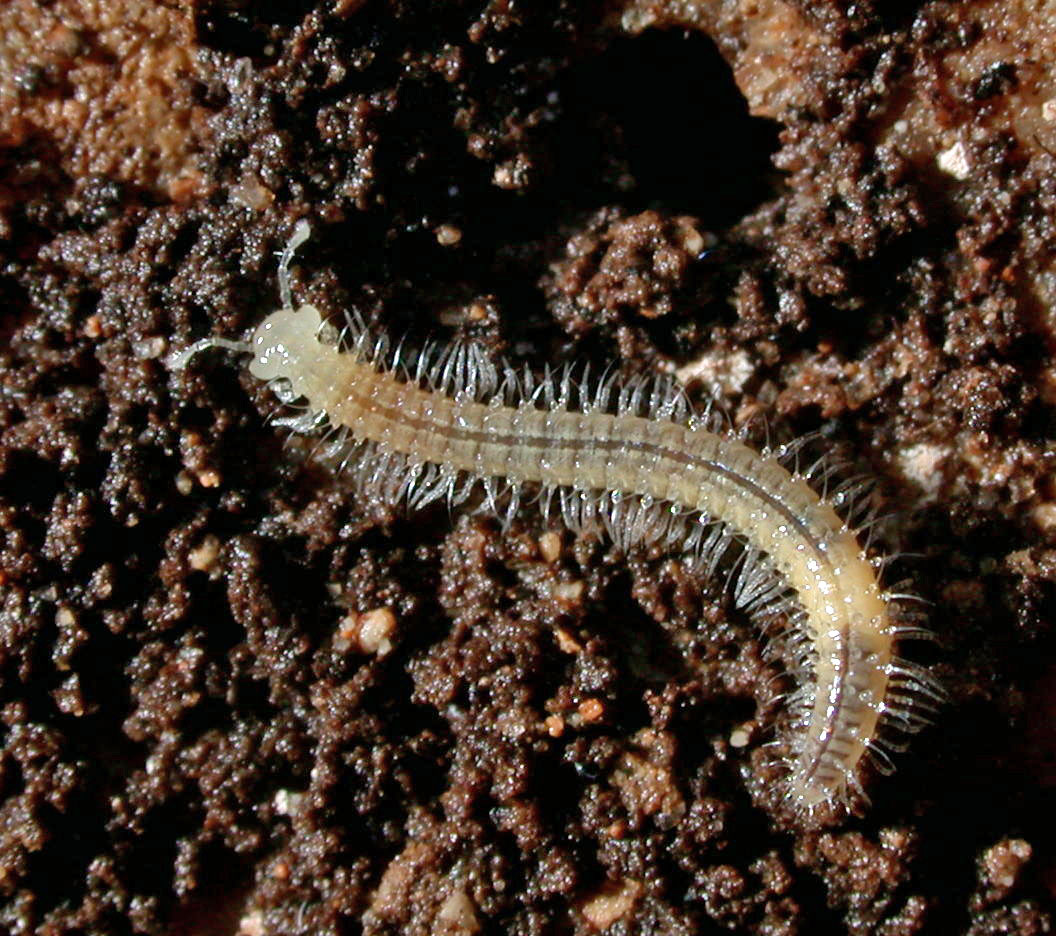
Unbestimmte Art aus Kentucky

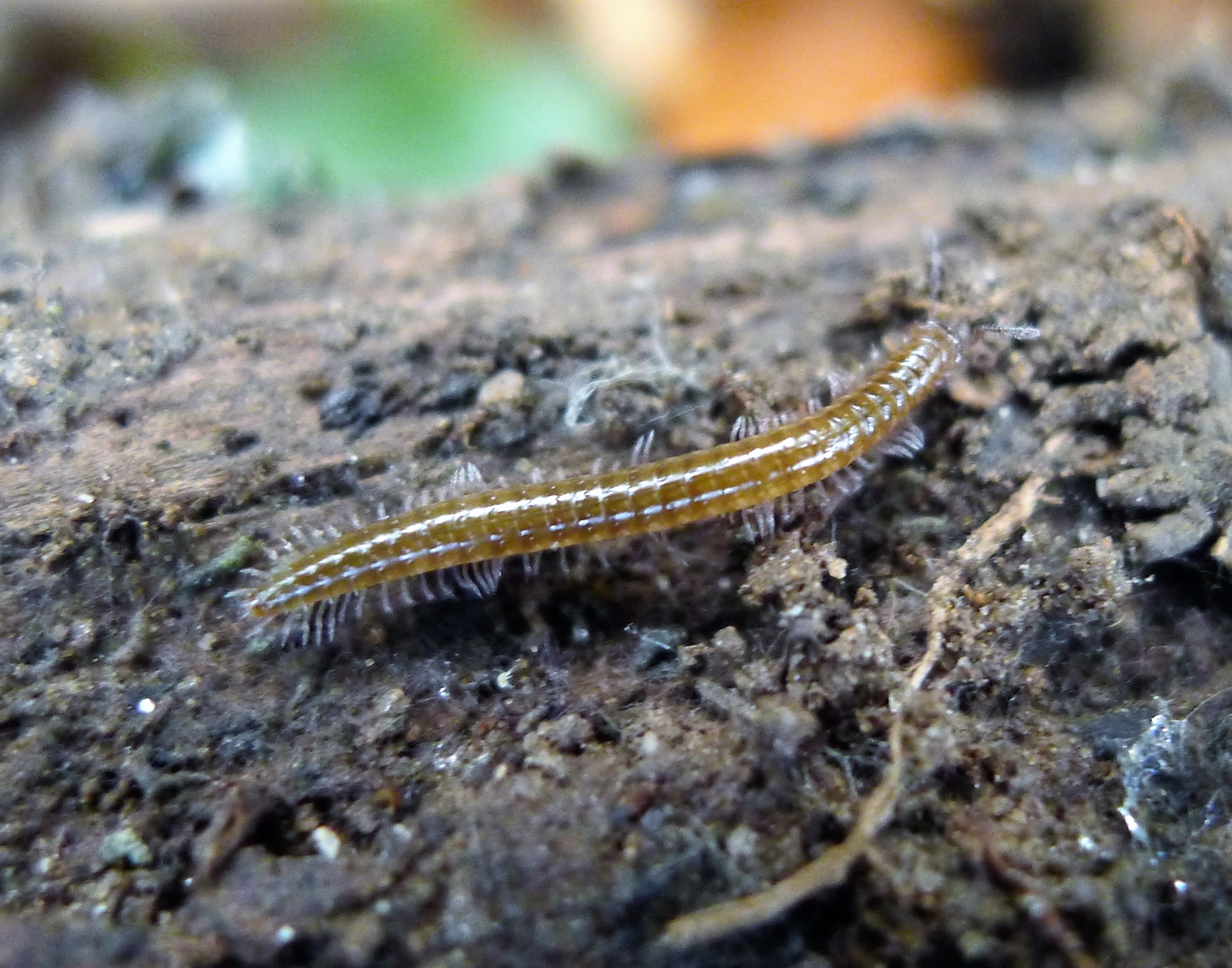
Unbestimmte Art aus dem Südwesten Englands

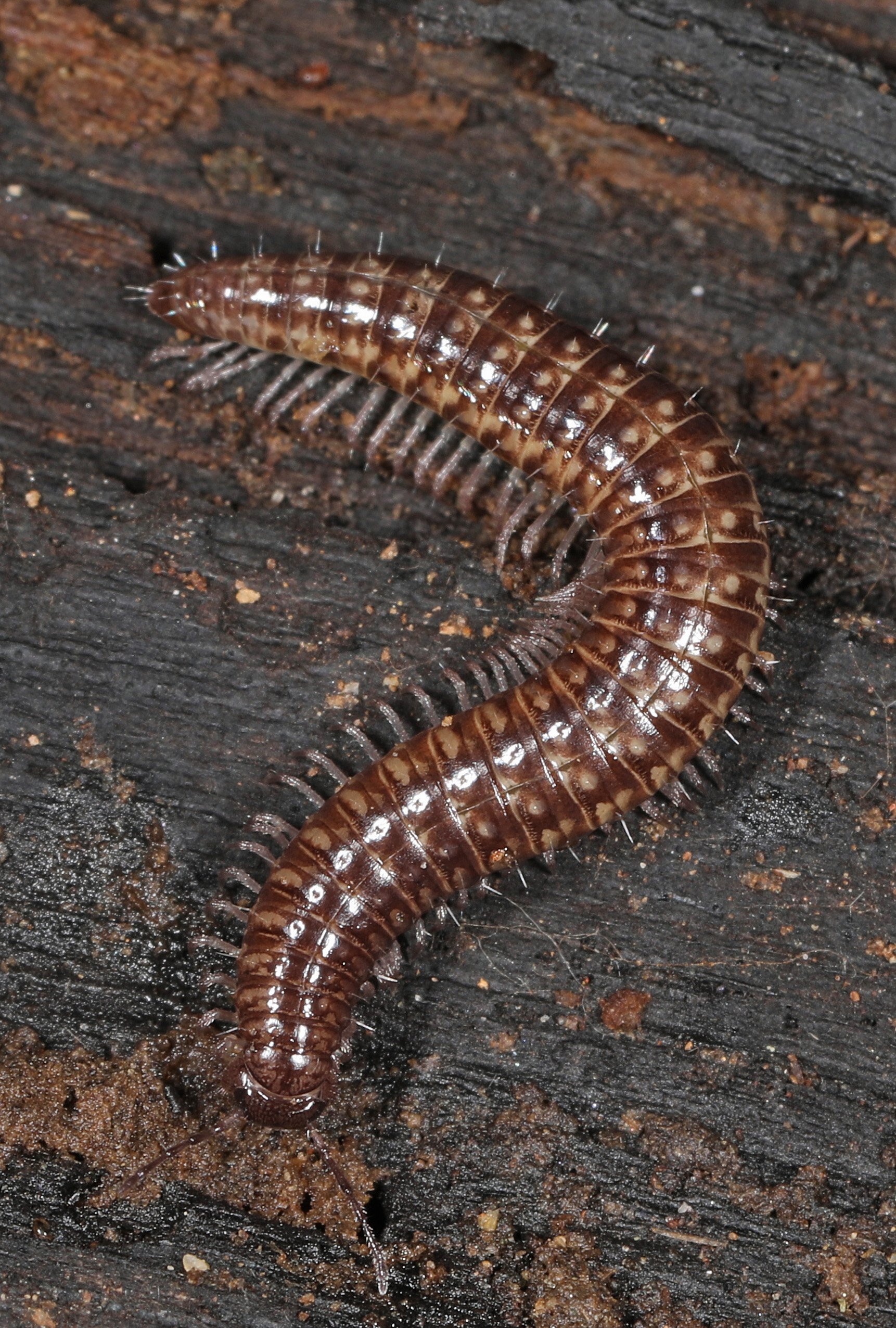
Unbestimmte Art aus Maryland

Die Ordnung Chordeumatida gehört zur Überordnung Nematophora innerhalb der Teilordnung Eugnatha. Diese gehört wiederum zur Infraklasse Helminthomorpha innerhalb der Klasse Diplopoda. Das folgende Kladogramm gibt eine Übersicht über die äußere Systematik innerhalb der Doppelfüßer:
|                                                 | Platydesmida                           |
|                                                 |                                        |
|                                                 | Polyzoniida (Saugfüßer oder Bohrfüßer) |
|                                                 |                                        |
|                                                 | Siphonocryptida                        |
|                                                 |                                        |
|                                                 | Siphonophorida                         |
| Vorlage:Klade/Wartung/3 Vorlage:Klade/Wartung/4 |                                        |

|                                                 | Julida (Schnurfüßer)      |
|                                                 |                           |
|                                                 | Juliformia incertae sedis |
|                                                 |                           |
|                                                 | Spirobolida               |
|                                                 |                           |
|                                                 | Spirostreptida            |
| Vorlage:Klade/Wartung/3 Vorlage:Klade/Wartung/4 |                           |

|                         | Callipodida                |
|                         |                            |
|                         | Chordeumatida (Samenfüßer) |
|                         |                            |
|                         | Stemmiulida                |
| Vorlage:Klade/Wartung/3 |                            |

|                                                 | Julida (Schnurfüßer)      |
|                                                 |                           |
|                                                 | Juliformia incertae sedis |
|                                                 |                           |
|                                                 | Spirobolida               |
|                                                 |                           |
|                                                 | Spirostreptida            |
| Vorlage:Klade/Wartung/3 Vorlage:Klade/Wartung/4 |                           |

|                         | Callipodida                |
|                         |                            |
|                         | Chordeumatida (Samenfüßer) |
|                         |                            |
|                         | Stemmiulida                |
| Vorlage:Klade/Wartung/3 |                            |

|                                                 | Platydesmida                           |
|                                                 |                                        |
|                                                 | Polyzoniida (Saugfüßer oder Bohrfüßer) |
|                                                 |                                        |
|                                                 | Siphonocryptida                        |
|                                                 |                                        |
|                                                 | Siphonophorida                         |
| Vorlage:Klade/Wartung/3 Vorlage:Klade/Wartung/4 |                                        |

|                                                 | Julida (Schnurfüßer)      |
|                                                 |                           |
|                                                 | Juliformia incertae sedis |
|                                                 |                           |
|                                                 | Spirobolida               |
|                                                 |                           |
|                                                 | Spirostreptida            |
| Vorlage:Klade/Wartung/3 Vorlage:Klade/Wartung/4 |                           |

|                         | Callipodida                |
|                         |                            |
|                         | Chordeumatida (Samenfüßer) |
|                         |                            |
|                         | Stemmiulida                |
| Vorlage:Klade/Wartung/3 |                            |

|                                                 | Julida (Schnurfüßer)      |
|                                                 |                           |
|                                                 | Juliformia incertae sedis |
|                                                 |                           |
|                                                 | Spirobolida               |
|                                                 |                           |
|                                                 | Spirostreptida            |
| Vorlage:Klade/Wartung/3 Vorlage:Klade/Wartung/4 |                           |

|                         | Callipodida                |
|                         |                            |
|                         | Chordeumatida (Samenfüßer) |
|                         |                            |
|                         | Stemmiulida                |
| Vorlage:Klade/Wartung/3 |                            |

|                                                 | Platydesmida                           |
|                                                 |                                        |
|                                                 | Polyzoniida (Saugfüßer oder Bohrfüßer) |
|                                                 |                                        |
|                                                 | Siphonocryptida                        |
|                                                 |                                        |
|                                                 | Siphonophorida                         |
| Vorlage:Klade/Wartung/3 Vorlage:Klade/Wartung/4 |                                        |

|                                                 | Julida (Schnurfüßer)      |
|                                                 |                           |
|                                                 | Juliformia incertae sedis |
|                                                 |                           |
|                                                 | Spirobolida               |
|                                                 |                           |
|                                                 | Spirostreptida            |
| Vorlage:Klade/Wartung/3 Vorlage:Klade/Wartung/4 |                           |

|                         | Callipodida                |
|                         |                            |
|                         | Chordeumatida (Samenfüßer) |
|                         |                            |
|                         | Stemmiulida                |
| Vorlage:Klade/Wartung/3 |                            |

|                                                 | Julida (Schnurfüßer)      |
|                                                 |                           |
|                                                 | Juliformia incertae sedis |
|                                                 |                           |
|                                                 | Spirobolida               |
|                                                 |                           |
|                                                 | Spirostreptida            |
| Vorlage:Klade/Wartung/3 Vorlage:Klade/Wartung/4 |                           |

|                         | Callipodida                |
|                         |                            |
|                         | Chordeumatida (Samenfüßer) |
|                         |                            |
|                         | Stemmiulida                |
| Vorlage:Klade/Wartung/3 |                            |

|                                                 | Platydesmida                           |
|                                                 |                                        |
|                                                 | Polyzoniida (Saugfüßer oder Bohrfüßer) |
|                                                 |                                        |
|                                                 | Siphonocryptida                        |
|                                                 |                                        |
|                                                 | Siphonophorida                         |
| Vorlage:Klade/Wartung/3 Vorlage:Klade/Wartung/4 |                                        |

|                                                 | Julida (Schnurfüßer)      |
|                                                 |                           |
|                                                 | Juliformia incertae sedis |
|                                                 |                           |
|                                                 | Spirobolida               |
|                                                 |                           |
|                                                 | Spirostreptida            |
| Vorlage:Klade/Wartung/3 Vorlage:Klade/Wartung/4 |                           |

|                         | Callipodida                |
|                         |                            |
|                         | Chordeumatida (Samenfüßer) |
|                         |                            |
|                         | Stemmiulida                |
| Vorlage:Klade/Wartung/3 |                            |

|                                                 | Julida (Schnurfüßer)      |
|                                                 |                           |
|                                                 | Juliformia incertae sedis |
|                                                 |                           |
|                                                 | Spirobolida               |
|                                                 |                           |
|                                                 | Spirostreptida            |
| Vorlage:Klade/Wartung/3 Vorlage:Klade/Wartung/4 |                           |

|                         | Callipodida                |
|                         |                            |
|                         | Chordeumatida (Samenfüßer) |
|                         |                            |
|                         | Stemmiulida                |
| Vorlage:Klade/Wartung/3 |                            |

| Limacomorpha | Glomeridesmida (Urtausendfüßer)                                                           |
|              | Glomeridesmida (Urtausendfüßer)                                                           |
| Oniscomorpha | \| \| Glomerida (Saftkugler) \| \| \| \| \| \| Sphaerotheriida (Riesenkugler) \| \| \| \| |
|              | \| \| Glomerida (Saftkugler) \| \| \| \| \| \| Sphaerotheriida (Riesenkugler) \| \| \| \| |
|              | Glomerida (Saftkugler)                                                                    |
|              |                                                                                           |
|              | Sphaerotheriida (Riesenkugler)                                                            |
|              |                                                                                           |

|  | Glomerida (Saftkugler)         |
|  |                                |
|  | Sphaerotheriida (Riesenkugler) |
|  |                                |

|                                                 | Platydesmida                           |
|                                                 |                                        |
|                                                 | Polyzoniida (Saugfüßer oder Bohrfüßer) |
|                                                 |                                        |
|                                                 | Siphonocryptida                        |
|                                                 |                                        |
|                                                 | Siphonophorida                         |
| Vorlage:Klade/Wartung/3 Vorlage:Klade/Wartung/4 |                                        |

|                                                 | Julida (Schnurfüßer)      |
|                                                 |                           |
|                                                 | Juliformia incertae sedis |
|                                                 |                           |
|                                                 | Spirobolida               |
|                                                 |                           |
|                                                 | Spirostreptida            |
| Vorlage:Klade/Wartung/3 Vorlage:Klade/Wartung/4 |                           |

|                         | Callipodida                |
|                         |                            |
|                         | Chordeumatida (Samenfüßer) |
|                         |                            |
|                         | Stemmiulida                |
| Vorlage:Klade/Wartung/3 |                            |

|                                                 | Julida (Schnurfüßer)      |
|                                                 |                           |
|                                                 | Juliformia incertae sedis |
|                                                 |                           |
|                                                 | Spirobolida               |
|                                                 |                           |
|                                                 | Spirostreptida            |
| Vorlage:Klade/Wartung/3 Vorlage:Klade/Wartung/4 |                           |

|                         | Callipodida                |
|                         |                            |
|                         | Chordeumatida (Samenfüßer) |
|                         |                            |
|                         | Stemmiulida                |
| Vorlage:Klade/Wartung/3 |                            |

|                                                 | Platydesmida                           |
|                                                 |                                        |
|                                                 | Polyzoniida (Saugfüßer oder Bohrfüßer) |
|                                                 |                                        |
|                                                 | Siphonocryptida                        |
|                                                 |                                        |
|                                                 | Siphonophorida                         |
| Vorlage:Klade/Wartung/3 Vorlage:Klade/Wartung/4 |                                        |

|                                                 | Julida (Schnurfüßer)      |
|                                                 |                           |
|                                                 | Juliformia incertae sedis |
|                                                 |                           |
|                                                 | Spirobolida               |
|                                                 |                           |
|                                                 | Spirostreptida            |
| Vorlage:Klade/Wartung/3 Vorlage:Klade/Wartung/4 |                           |

|                         | Callipodida                |
|                         |                            |
|                         | Chordeumatida (Samenfüßer) |
|                         |                            |
|                         | Stemmiulida                |
| Vorlage:Klade/Wartung/3 |                            |

|                                                 | Julida (Schnurfüßer)      |
|                                                 |                           |
|                                                 | Juliformia incertae sedis |
|                                                 |                           |
|                                                 | Spirobolida               |
|                                                 |                           |
|                                                 | Spirostreptida            |
| Vorlage:Klade/Wartung/3 Vorlage:Klade/Wartung/4 |                           |

|                         | Callipodida                |
|                         |                            |
|                         | Chordeumatida (Samenfüßer) |
|                         |                            |
|                         | Stemmiulida                |
| Vorlage:Klade/Wartung/3 |                            |

|                                                 | Platydesmida                           |
|                                                 |                                        |
|                                                 | Polyzoniida (Saugfüßer oder Bohrfüßer) |
|                                                 |                                        |
|                                                 | Siphonocryptida                        |
|                                                 |                                        |
|                                                 | Siphonophorida                         |
| Vorlage:Klade/Wartung/3 Vorlage:Klade/Wartung/4 |                                        |

|                                                 | Julida (Schnurfüßer)      |
|                                                 |                           |
|                                                 | Juliformia incertae sedis |
|                                                 |                           |
|                                                 | Spirobolida               |
|                                                 |                           |
|                                                 | Spirostreptida            |
| Vorlage:Klade/Wartung/3 Vorlage:Klade/Wartung/4 |                           |

|                         | Callipodida                |
|                         |                            |
|                         | Chordeumatida (Samenfüßer) |
|                         |                            |
|                         | Stemmiulida                |
| Vorlage:Klade/Wartung/3 |                            |

|                                                 | Julida (Schnurfüßer)      |
|                                                 |                           |
|                                                 | Juliformia incertae sedis |
|                                                 |                           |
|                                                 | Spirobolida               |
|                                                 |                           |
|                                                 | Spirostreptida            |
| Vorlage:Klade/Wartung/3 Vorlage:Klade/Wartung/4 |                           |

|                         | Callipodida                |
|                         |                            |
|                         | Chordeumatida (Samenfüßer) |
|                         |                            |
|                         | Stemmiulida                |
| Vorlage:Klade/Wartung/3 |                            |

|                                                 | Platydesmida                           |
|                                                 |                                        |
|                                                 | Polyzoniida (Saugfüßer oder Bohrfüßer) |
|                                                 |                                        |
|                                                 | Siphonocryptida                        |
|                                                 |                                        |
|                                                 | Siphonophorida                         |
| Vorlage:Klade/Wartung/3 Vorlage:Klade/Wartung/4 |                                        |

|                                                 | Julida (Schnurfüßer)      |
|                                                 |                           |
|                                                 | Juliformia incertae sedis |
|                                                 |                           |
|                                                 | Spirobolida               |
|                                                 |                           |
|                                                 | Spirostreptida            |
| Vorlage:Klade/Wartung/3 Vorlage:Klade/Wartung/4 |                           |

|                         | Callipodida                |
|                         |                            |
|                         | Chordeumatida (Samenfüßer) |
|                         |                            |
|                         | Stemmiulida                |
| Vorlage:Klade/Wartung/3 |                            |

|                                                 | Julida (Schnurfüßer)      |
|                                                 |                           |
|                                                 | Juliformia incertae sedis |
|                                                 |                           |
|                                                 | Spirobolida               |
|                                                 |                           |
|                                                 | Spirostreptida            |
| Vorlage:Klade/Wartung/3 Vorlage:Klade/Wartung/4 |                           |

|                         | Callipodida                |
|                         |                            |
|                         | Chordeumatida (Samenfüßer) |
|                         |                            |
|                         | Stemmiulida                |
| Vorlage:Klade/Wartung/3 |                            |

| Limacomorpha | Glomeridesmida (Urtausendfüßer)                                                           |
|              | Glomeridesmida (Urtausendfüßer)                                                           |
| Oniscomorpha | \| \| Glomerida (Saftkugler) \| \| \| \| \| \| Sphaerotheriida (Riesenkugler) \| \| \| \| |
|              | \| \| Glomerida (Saftkugler) \| \| \| \| \| \| Sphaerotheriida (Riesenkugler) \| \| \| \| |
|              | Glomerida (Saftkugler)                                                                    |
|              |                                                                                           |
|              | Sphaerotheriida (Riesenkugler)                                                            |
|              |                                                                                           |

|  | Glomerida (Saftkugler)         |
|  |                                |
|  | Sphaerotheriida (Riesenkugler) |
|  |                                |

|                                                 | Platydesmida                           |
|                                                 |                                        |
|                                                 | Polyzoniida (Saugfüßer oder Bohrfüßer) |
|                                                 |                                        |
|                                                 | Siphonocryptida                        |
|                                                 |                                        |
|                                                 | Siphonophorida                         |
| Vorlage:Klade/Wartung/3 Vorlage:Klade/Wartung/4 |                                        |

|                                                 | Julida (Schnurfüßer)      |
|                                                 |                           |
|                                                 | Juliformia incertae sedis |
|                                                 |                           |
|                                                 | Spirobolida               |
|                                                 |                           |
|                                                 | Spirostreptida            |
| Vorlage:Klade/Wartung/3 Vorlage:Klade/Wartung/4 |                           |

|                         | Callipodida                |
|                         |                            |
|                         | Chordeumatida (Samenfüßer) |
|                         |                            |
|                         | Stemmiulida                |
| Vorlage:Klade/Wartung/3 |                            |

|                                                 | Julida (Schnurfüßer)      |
|                                                 |                           |
|                                                 | Juliformia incertae sedis |
|                                                 |                           |
|                                                 | Spirobolida               |
|                                                 |                           |
|                                                 | Spirostreptida            |
| Vorlage:Klade/Wartung/3 Vorlage:Klade/Wartung/4 |                           |

|                         | Callipodida                |
|                         |                            |
|                         | Chordeumatida (Samenfüßer) |
|                         |                            |
|                         | Stemmiulida                |
| Vorlage:Klade/Wartung/3 |                            |

|                                                 | Platydesmida                           |
|                                                 |                                        |
|                                                 | Polyzoniida (Saugfüßer oder Bohrfüßer) |
|                                                 |                                        |
|                                                 | Siphonocryptida                        |
|                                                 |                                        |
|                                                 | Siphonophorida                         |
| Vorlage:Klade/Wartung/3 Vorlage:Klade/Wartung/4 |                                        |

|                                                 | Julida (Schnurfüßer)      |
|                                                 |                           |
|                                                 | Juliformia incertae sedis |
|                                                 |                           |
|                                                 | Spirobolida               |
|                                                 |                           |
|                                                 | Spirostreptida            |
| Vorlage:Klade/Wartung/3 Vorlage:Klade/Wartung/4 |                           |

|                         | Callipodida                |
|                         |                            |
|                         | Chordeumatida (Samenfüßer) |
|                         |                            |
|                         | Stemmiulida                |
| Vorlage:Klade/Wartung/3 |                            |

|                                                 | Julida (Schnurfüßer)      |
|                                                 |                           |
|                                                 | Juliformia incertae sedis |
|                                                 |                           |
|                                                 | Spirobolida               |
|                                                 |                           |
|                                                 | Spirostreptida            |
| Vorlage:Klade/Wartung/3 Vorlage:Klade/Wartung/4 |                           |

|                         | Callipodida                |
|                         |                            |
|                         | Chordeumatida (Samenfüßer) |
|                         |                            |
|                         | Stemmiulida                |
| Vorlage:Klade/Wartung/3 |                            |

|                                                 | Platydesmida                           |
|                                                 |                                        |
|                                                 | Polyzoniida (Saugfüßer oder Bohrfüßer) |
|                                                 |                                        |
|                                                 | Siphonocryptida                        |
|                                                 |                                        |
|                                                 | Siphonophorida                         |
| Vorlage:Klade/Wartung/3 Vorlage:Klade/Wartung/4 |                                        |

|                                                 | Julida (Schnurfüßer)      |
|                                                 |                           |
|                                                 | Juliformia incertae sedis |
|                                                 |                           |
|                                                 | Spirobolida               |
|                                                 |                           |
|                                                 | Spirostreptida            |
| Vorlage:Klade/Wartung/3 Vorlage:Klade/Wartung/4 |                           |

|                         | Callipodida                |
|                         |                            |
|                         | Chordeumatida (Samenfüßer) |
|                         |                            |
|                         | Stemmiulida                |
| Vorlage:Klade/Wartung/3 |                            |

|                                                 | Julida (Schnurfüßer)      |
|                                                 |                           |
|                                                 | Juliformia incertae sedis |
|                                                 |                           |
|                                                 | Spirobolida               |
|                                                 |                           |
|                                                 | Spirostreptida            |
| Vorlage:Klade/Wartung/3 Vorlage:Klade/Wartung/4 |                           |

|                         | Callipodida                |
|                         |                            |
|                         | Chordeumatida (Samenfüßer) |
|                         |                            |
|                         | Stemmiulida                |
| Vorlage:Klade/Wartung/3 |                            |

|                                                 | Platydesmida                           |
|                                                 |                                        |
|                                                 | Polyzoniida (Saugfüßer oder Bohrfüßer) |
|                                                 |                                        |
|                                                 | Siphonocryptida                        |
|                                                 |                                        |
|                                                 | Siphonophorida                         |
| Vorlage:Klade/Wartung/3 Vorlage:Klade/Wartung/4 |                                        |

|                                                 | Julida (Schnurfüßer)      |
|                                                 |                           |
|                                                 | Juliformia incertae sedis |
|                                                 |                           |
|                                                 | Spirobolida               |
|                                                 |                           |
|                                                 | Spirostreptida            |
| Vorlage:Klade/Wartung/3 Vorlage:Klade/Wartung/4 |                           |

|                         | Callipodida                |
|                         |                            |
|                         | Chordeumatida (Samenfüßer) |
|                         |                            |
|                         | Stemmiulida                |
| Vorlage:Klade/Wartung/3 |                            |

|                                                 | Julida (Schnurfüßer)      |
|                                                 |                           |
|                                                 | Juliformia incertae sedis |
|                                                 |                           |
|                                                 | Spirobolida               |
|                                                 |                           |
|                                                 | Spirostreptida            |
| Vorlage:Klade/Wartung/3 Vorlage:Klade/Wartung/4 |                           |

|                         | Callipodida                |
|                         |                            |
|                         | Chordeumatida (Samenfüßer) |
|                         |                            |
|                         | Stemmiulida                |
| Vorlage:Klade/Wartung/3 |                            |

| Limacomorpha | Glomeridesmida (Urtausendfüßer)                                                           |
|              | Glomeridesmida (Urtausendfüßer)                                                           |
| Oniscomorpha | \| \| Glomerida (Saftkugler) \| \| \| \| \| \| Sphaerotheriida (Riesenkugler) \| \| \| \| |
|              | \| \| Glomerida (Saftkugler) \| \| \| \| \| \| Sphaerotheriida (Riesenkugler) \| \| \| \| |
|              | Glomerida (Saftkugler)                                                                    |
|              |                                                                                           |
|              | Sphaerotheriida (Riesenkugler)                                                            |
|              |                                                                                           |

|  | Glomerida (Saftkugler)         |
|  |                                |
|  | Sphaerotheriida (Riesenkugler) |
|  |                                |

|                                                 | Platydesmida                           |
|                                                 |                                        |
|                                                 | Polyzoniida (Saugfüßer oder Bohrfüßer) |
|                                                 |                                        |
|                                                 | Siphonocryptida                        |
|                                                 |                                        |
|                                                 | Siphonophorida                         |
| Vorlage:Klade/Wartung/3 Vorlage:Klade/Wartung/4 |                                        |

|                                                 | Julida (Schnurfüßer)      |
|                                                 |                           |
|                                                 | Juliformia incertae sedis |
|                                                 |                           |
|                                                 | Spirobolida               |
|                                                 |                           |
|                                                 | Spirostreptida            |
| Vorlage:Klade/Wartung/3 Vorlage:Klade/Wartung/4 |                           |

|                         | Callipodida                |
|                         |                            |
|                         | Chordeumatida (Samenfüßer) |
|                         |                            |
|                         | Stemmiulida                |
| Vorlage:Klade/Wartung/3 |                            |

|                                                 | Julida (Schnurfüßer)      |
|                                                 |                           |
|                                                 | Juliformia incertae sedis |
|                                                 |                           |
|                                                 | Spirobolida               |
|                                                 |                           |
|                                                 | Spirostreptida            |
| Vorlage:Klade/Wartung/3 Vorlage:Klade/Wartung/4 |                           |

|                         | Callipodida                |
|                         |                            |
|                         | Chordeumatida (Samenfüßer) |
|                         |                            |
|                         | Stemmiulida                |
| Vorlage:Klade/Wartung/3 |                            |

|                                                 | Platydesmida                           |
|                                                 |                                        |
|                                                 | Polyzoniida (Saugfüßer oder Bohrfüßer) |
|                                                 |                                        |
|                                                 | Siphonocryptida                        |
|                                                 |                                        |
|                                                 | Siphonophorida                         |
| Vorlage:Klade/Wartung/3 Vorlage:Klade/Wartung/4 |                                        |

|                                                 | Julida (Schnurfüßer)      |
|                                                 |                           |
|                                                 | Juliformia incertae sedis |
|                                                 |                           |
|                                                 | Spirobolida               |
|                                                 |                           |
|                                                 | Spirostreptida            |
| Vorlage:Klade/Wartung/3 Vorlage:Klade/Wartung/4 |                           |

|                         | Callipodida                |
|                         |                            |
|                         | Chordeumatida (Samenfüßer) |
|                         |                            |
|                         | Stemmiulida                |
| Vorlage:Klade/Wartung/3 |                            |

|                                                 | Julida (Schnurfüßer)      |
|                                                 |                           |
|                                                 | Juliformia incertae sedis |
|                                                 |                           |
|                                                 | Spirobolida               |
|                                                 |                           |
|                                                 | Spirostreptida            |
| Vorlage:Klade/Wartung/3 Vorlage:Klade/Wartung/4 |                           |

|                         | Callipodida                |
|                         |                            |
|                         | Chordeumatida (Samenfüßer) |
|                         |                            |
|                         | Stemmiulida                |
| Vorlage:Klade/Wartung/3 |                            |

|                                                 | Platydesmida                           |
|                                                 |                                        |
|                                                 | Polyzoniida (Saugfüßer oder Bohrfüßer) |
|                                                 |                                        |
|                                                 | Siphonocryptida                        |
|                                                 |                                        |
|                                                 | Siphonophorida                         |
| Vorlage:Klade/Wartung/3 Vorlage:Klade/Wartung/4 |                                        |

|                                                 | Julida (Schnurfüßer)      |
|                                                 |                           |
|                                                 | Juliformia incertae sedis |
|                                                 |                           |
|                                                 | Spirobolida               |
|                                                 |                           |
|                                                 | Spirostreptida            |
| Vorlage:Klade/Wartung/3 Vorlage:Klade/Wartung/4 |                           |

|                         | Callipodida                |
|                         |                            |
|                         | Chordeumatida (Samenfüßer) |
|                         |                            |
|                         | Stemmiulida                |
| Vorlage:Klade/Wartung/3 |                            |

|                                                 | Julida (Schnurfüßer)      |
|                                                 |                           |
|                                                 | Juliformia incertae sedis |
|                                                 |                           |
|                                                 | Spirobolida               |
|                                                 |                           |
|                                                 | Spirostreptida            |
| Vorlage:Klade/Wartung/3 Vorlage:Klade/Wartung/4 |                           |

|                         | Callipodida                |
|                         |                            |
|                         | Chordeumatida (Samenfüßer) |
|                         |                            |
|                         | Stemmiulida                |
| Vorlage:Klade/Wartung/3 |                            |

|                                                 | Platydesmida                           |
|                                                 |                                        |
|                                                 | Polyzoniida (Saugfüßer oder Bohrfüßer) |
|                                                 |                                        |
|                                                 | Siphonocryptida                        |
|                                                 |                                        |
|                                                 | Siphonophorida                         |
| Vorlage:Klade/Wartung/3 Vorlage:Klade/Wartung/4 |                                        |

|                                                 | Julida (Schnurfüßer)      |
|                                                 |                           |
|                                                 | Juliformia incertae sedis |
|                                                 |                           |
|                                                 | Spirobolida               |
|                                                 |                           |
|                                                 | Spirostreptida            |
| Vorlage:Klade/Wartung/3 Vorlage:Klade/Wartung/4 |                           |

|                         | Callipodida                |
|                         |                            |
|                         | Chordeumatida (Samenfüßer) |
|                         |                            |
|                         | Stemmiulida                |
| Vorlage:Klade/Wartung/3 |                            |

|                                                 | Julida (Schnurfüßer)      |
|                                                 |                           |
|                                                 | Juliformia incertae sedis |
|                                                 |                           |
|                                                 | Spirobolida               |
|                                                 |                           |
|                                                 | Spirostreptida            |
| Vorlage:Klade/Wartung/3 Vorlage:Klade/Wartung/4 |                           |

|                         | Callipodida                |
|                         |                            |
|                         | Chordeumatida (Samenfüßer) |
|                         |                            |
|                         | Stemmiulida                |
| Vorlage:Klade/Wartung/3 |                            |

| Limacomorpha | Glomeridesmida (Urtausendfüßer)                                                           |
|              | Glomeridesmida (Urtausendfüßer)                                                           |
| Oniscomorpha | \| \| Glomerida (Saftkugler) \| \| \| \| \| \| Sphaerotheriida (Riesenkugler) \| \| \| \| |
|              | \| \| Glomerida (Saftkugler) \| \| \| \| \| \| Sphaerotheriida (Riesenkugler) \| \| \| \| |
|              | Glomerida (Saftkugler)                                                                    |
|              |                                                                                           |
|              | Sphaerotheriida (Riesenkugler)                                                            |
|              |                                                                                           |

|  | Glomerida (Saftkugler)         |
|  |                                |
|  | Sphaerotheriida (Riesenkugler) |
|  |                                |

## Innere Systematik
Zur Ordnung Chordeumatida gehören 4 Unterordnungen mit 51 Familien, etwa 210 Gattungen und etwa 1200 Arten. Die Anzahl der Familien, Gattungen und Arten kann dabei je nach Autor und taxonomischem Werk etwas abweichen. Vermutlich existieren noch zahlreiche unbeschriebene Arten, so dass die Artenzahl weitaus höher liegt. Die systematische Gliederung der Samenfüßer-Familien innerhalb der Überfamilien und Unterordnungen stellt sich wie folgt dar:
- Unterordnung Chordeumatidea Pocock, 1894 (30 Arten)
  - Überfamilie Chordeumatoidea
    - Chordeumatidae
    - Speophilosomatidae

  - Chordeumatidea incertae sedis
- Unterordnung Craspedosomatidea Cook, 1895 (mindestens 600 Arten)
  - Überfamilie Anthroleucosomatoidea
    - Anthogonidae
    - Anthroleucosomatidae
    - Vandeleumatidae

  - Überfamilie Brannerioidea
    - Beticosomatidae
    - Brachychaeteumatidae
    - Branneriidae
    - Chamaeosomatidae
    - Dalmatosomatidae
    - Golovatchiidae
    - Heterolatzeliidae
    - Kashmireumatidae
    - Macrochaeteumatidae
    - Microlympiidae
    - Niponiosomatidae
    - Tingupidae
    - Trachygonidae

  - Überfamilie Cleidogonoidea
    - Cleidogonidae
    - Entomobielziidae
    - Lusitaniosomatidae
    - Opisthocheiridae
    - Trichopetalidae

  - Überfamilie Craspedosomatoidea
    - Atemmsiidae
    - Craspedosomatidae
    - Haplobainosomatidae
    - Hungarosomatidae

  - Überfamilie Haaseoidea
    - Haaseidae

  - Überfamilie Neoatractosomatoidea
    - Cyrnosomatidae
    - Guizhousomatidae
    - Hoffmaneumatidae
    - Kirkayakidae
    - Mastigophorophyllidae
    - Neoatractosomatidae

  - Überfamilie Verhoeffioidea
    - Verhoeffiidae
- Unterordnung Heterochordeumatidea Shear, 2000 (mindestens 200 Arten)
  - Überfamilie Conotyloidea
    - Adritylidae
    - Conotylidae

  - Überfamilie Diplomaragnoidea
    - Diplomaragnidae

  - Überfamilie Heterochordeumatoidea
    - Eudigonidae
    - Heterochordeumatidae
    - Megalotylidae
    - Metopidiotrichidae
    - Peterjohnsiidae

  - Überfamilie Pygmaeosomatoidea
    - Lankasomatidae
    - Pygmaeosomatidae
- Unterordnung Striariidea Cook, 1896 (mindestens 70 Arten)
  - Überfamilie Caseyoidea
    - Caseyidae

  - Überfamilie Striarioidea
    - Apterouridae
    - Buotidae
    - Rhiscosomididae
    - Striariidae
    - Urochordeumatidae

## Arten in Mitteleuropa
Die in Mitteleuropa vorkommenden Arten der Bandfüßer sind wie folgt systematisch gegliedert. Dabei werden keine Arten berücksichtigt, die nur oder nördlich bis zum Südrand der Alpen vorkommen und dabei noch im Süden Österreichs vorkommen und keine Arten, die in Slowenien oder Ungarn, nicht aber im restlichen Mitteleuropa leben. Es handelt sich in der Liste um Arten mit Vorkommen in Deutschland, der Schweiz, Österreich mit Ausnahme des äußersten Südens, Polen, Tschechien, der Slowakei und den Benelux-Staaten:
- Chordeumatidea
  - Chordeumatoidea
    - Chordeumatidae
      - Chordeumatinae
        - Chordeuma sylvestre
        - Melogona broelemanni
        - Melogona gallica
        - Melogona scutellaris
        - Melogona transsilvanica
        - Melogona voigti

      - Orthochordeumatinae
        - Mycogona germanica
        - Orthochordeumella fulva
        - Orthochordeumella pallida
- Craspedosomatidea
  - Anthroleucosomatoidea
    - Anthroleucosomatidae
      -         - Anamastigona pulchella

    - Vandeleumatidae
      -         - Niphatrogleuma wildbergeri 

  - Brannerioidea
    - Brachychaeteumatidae
      -         - Brachychaeteuma bagnalli
        - Brachychaeteuma bradeae
        - Brachychaeteuma melanops

    - Chamaeosomatidae
      -         - Chamaesoma broelemanni

    - Trachygonidae
      -         - Halleinosoma noricum
        - Heteracrochordum evae
        - Trachygona capito

  - Cleidogonoidea
    - Opisthocheiridae
      -         - Ceratosphys amoena

  - Craspedosomatoidea
    - Attemsiidae
      - Allorhiscosoma sphinx
      - Attemsiinae
        - Mecogonopodium carpathicum

      - Dimastosterninae
        - Dimastosternum franzi
        - Dimastosternum holdhausi

      - Polyphematinae
        - Dendromonomeron oribates
        - Polyphematia moniliformis
        - Syngonopodium aceris
        - Syngonopodium cornutum

    - Craspedosomatidae
      -         - Basigona athesina
        - Chelogona carpathicum
        - Pterygophorosoma alticolum

      - Atractosomatinae
        - Atractosoma meridionale
        - Atractosoma tellinense
        - Bomogona helvetica
        - Dactylophorosoma nivisatelles
        - Nanogona polydesmoides 
        - Ochogona brentana
        - Ochogona caroli
        - Ochogona elaphron
        - Ochogona hanfi
        - Ochogona holdhausi
        - Ochogona jankowskii
        - Ochogona pusilla
        - Ochogona regalis
        - Ochogona triaina
        - Oroposoma granitivagum
        - Oroposoma nivala
        - Oroposoma ticinense
        - Stenalpium brentanum

      - Craspedosomatinae
        - Bergamosoma canestrinii
        - Bunter Höckersamenfüßer (Craspedosoma rawlinsii)
        - Craspedosoma slavum
        - Craspedosoma taurinorum
        - Helvetiosoma helveticum
        - Megalosoma canestrinii
        - Pyrgocyphosoma titianum

      - Iulogoninae
        - Julogona tirolensis

      - Rhymogoninae
        - Rhymogona montivaga
        - Rhymogona serrata
        - Rhymogona verhoeffi
        - Rhymogona wehrana
        - Listrocheiritium bohemicum
        - Listrocheiritium cervinum
        - Listrocheiritium noricum
        - Listrocheiritium nubium
        - Listrocheiritium septentrionale
        - Listrocheiritium styricum
        - Listrocheiritium sussurinum

      - Rothenbuehleriinae
        - Rothenbuehleria minima

    - Hungarosomatidae
      -         - Hungarosoma bokori

  - Haaseoidea
    - Haaseidae
      - Haaseinae
        - Haasea cyanopida
        - Haasea filicis
        - Haasea flavescens
        - Haasea fonticulorum
        - Haasea germanica
        - Haasea gruberi
        - Haasea inflata
        - Xiphogona oribates

      - Hylebainosomatinae
        - Hylebainosoma tatranum
        - Xylophageuma vomrathi
        - Xylophageuma zschokkei

  - Neoatractosomatoidea
    - Mastigophorophyllidae
      - Mastigoninae
        - Haploporatia cervina
        - Haploporatia eremita
        - Haploporatia similis
        - Mastigona bosniensis
        - Mastigona mutabilis
        - Mastigona transsylvanica

      - Mastigophorophyllinae
        - Karpatophyllon polinskii
        - Mastigophorophyllon cirriferum
        - Mastigophorophyllon saxonicum

    - Neoatractosomatidae
      - Trimerophorinae
        - Pseudocraspedosoma grypischium
        - Trimerophorella rhaetica

  - Verhoeffioidea
    - Verhoeffiidae
      -         - Haplogona oculodistincta

In Süd-, West- und Südosteuropa lebt noch eine Vielzahl weiterer Arten. So sind aus Ungarn beispielsweise noch Melogona broelemanni, Melogona transsylvanica, Hungarosoma bokori, Heteracrochordum evae, Ochogona elaphron, Ochogona phyllophaga, Ochogona triaina, Haasea hungarica, Hylebainosoma tatranum und Mastigona transsylvanica bekannt. Aus Westeuropa (von den Pyrenäen bis Wales) sind noch Typhlopsychrosoma breuili, Turdulisoma helenreadae, Turdulisoma turdulorum und Cranogona dalensi bekannt. Auf den Britischen Inseln leben weiterhin Ceratosphys  amoena (nur in Wales), Hylebainosoma nontronensis und Chordeuma proximum (auch in Schottland und auf Irland).